# Serie A1 1995-1996 (hockey su pista)
La Serie A1 1995-1996 è stata la 73ª edizione (la 47ª a girone unico) del torneo di primo livello del campionato italiano di hockey su pista. La competizione ha avuto inizio il 4 novembre 1995 e si è conclusa il 29 giugno 1996.
Lo scudetto è stato conquistato dal Roller Monza per la quarta volta nella sua storia .

## Stagione

### Novità
La stagione 1995-1996 della serie A1 vede ai nastri di partenza dodici club. Al torneo partecipano: Amatori Lodi, Amatori Vercelli, Bassano, Breganze, CGC Viareggio, Follonica, Lodi, Novara, Roller Monza e Roller Salerno. Al posto delle retrocesse Follonica, successivamente ripescata al posta dell'Amatori Reggio Emilia che rinunciò a partecipare al campionato, e Giovinazzo partecipano le due neoprommosse Prato Primavera e Sandrigo.

### Formula
La manifestazione è stata organizzata in due fasi. La prima fase vede la disputa di un girone all'italiana, con gare di andata e ritorno per un totale di 22 giornate: erano assegnati 2 punti per l'incontro vinto e un punto a testa per l'incontro pareggiato, mentre non ne è attribuito alcuno per la sconfitta. Al termine della prima fase le prime sei squadre classificate, unitamente ai primi due club di serie A2, si qualificarono per i play-off scudetto. Le squadre classificate all'11º e al 12º posto furono retrocesse in Serie A2 nella stagione successiva.

## Squadre partecipanti
| Club             | Stagione | Città                   | Impianto                             | Stagione precedente                                            |
| ---------------- | -------- | ----------------------- | ------------------------------------ | -------------------------------------------------------------- |
| Amatori Lodi     | dettagli | Lodi                    | PalaCastellotti                      | 3º in Serie A1, semifinale play-off scudetto                   |
| Amatori Vercelli | dettagli | Vercelli                | PalaPregnolato                       | 4º in Serie A1, semifinale play-off scudetto                   |
| Bassano          | dettagli | Bassano del Grappa (VI) | PalaBassano                          | 10º in Serie A1                                                |
| Breganze         | dettagli | Breganze (VI)           | PalaFerrarin                         | 8º in Serie A1                                                 |
| CGC Viareggio    | dettagli | Viareggio (LU)          | PalaBarsacchi                        | 9º in Serie A1                                                 |
| Follonica        | dettagli | Follonica (GR)          | Pista Armeni                         | 11º in Serie A1, retrocesso e ripescato                        |
| Lodi             | dettagli | Lodi                    | PalaCastellotti                      | 6º in Serie A1, quarti di finale play-off scudetto             |
| Novara           | dettagli | Novara                  | Palasport Dal Lago                   | 1º in Serie A1, vincitore play-off scudetto, campione d'Italia |
| Prato Primavera  | dettagli | Prato                   | PalaRogai                            | In Serie A2, promosso                                          |
| Roller Monza     | dettagli | Monza (MI)              | PalaSesto di Sesto San Giovanni (MI) | 2º in Serie A1, finale play-off scudetto                       |
| Roller Salerno   | dettagli | Salerno                 | PalaTulimieri                        | 5º in Serie A1, quarti di finale play-off scudetto             |
| Sandrigo         | dettagli | Sandrigo (VI)           | Palasport di Sandrigo                | In Serie A2, promosso                                          |

### Allenatori e primatisti
| Squadra          | Allenatore            | Cannoniere (Miglior marcatore nella stagione regolare) |
| ---------------- | --------------------- | ------------------------------------------------------ |
| Amatori Lodi     | Marino Severgnini     |                                                        |
| Amatori Vercelli | Nino Caricato         |                                                        |
| Bassano          |                       |                                                        |
| Breganze         | Franco Vanzo          |                                                        |
| CGC Viareggio    | Moreno Cosci          |                                                        |
| Follonica        |                       |                                                        |
| Lodi             |                       |                                                        |
| Novara           | Beniamino Battistella |                                                        |
| Prato Primavera  |                       |                                                        |
| Roller Monza     | Tommaso Colamaria     |                                                        |
| Roller Salerno   |                       |                                                        |
| Sandrigo         |                       |                                                        |

## Stagione regolare

### Classifica finale
|  | Pos. | Squadra          | Pt | G  | V  | N | P  | GF  | GS  | DR   |
|  | ---- | ---------------- | -- | -- | -- | - | -- | --- | --- | ---- |
|  | 1.   | Roller Monza     | 41 | 22 | 20 | 1 | 1  | 204 | 55  | +149 |
|  | 2.   | Novara           | 36 | 22 | 17 | 2 | 3  | 233 | 64  | +169 |
|  | 3.   | Amatori Lodi     | 35 | 22 | 15 | 5 | 2  | 131 | 46  | +85  |
|  | 4.   | Amatori Vercelli | 30 | 22 | 14 | 2 | 6  | 170 | 70  | +100 |
|  | 5.   | Roller Salerno   | 26 | 22 | 11 | 4 | 7  | 93  | 75  | +18  |
|  | 6.   | Prato Primavera  | 24 | 22 | 11 | 2 | 9  | 86  | 52  | +34  |
|  | 7.   | Breganze         | 20 | 22 | 8  | 4 | 10 | 78  | 90  | -12  |
|  | 8.   | Sandrigo         | 18 | 22 | 8  | 2 | 12 | 85  | 135 | -50  |
|  | 9.   | Bassano          | 17 | 22 | 7  | 3 | 12 | 75  | 111 | -36  |
|  | 10.  | Follonica        | 13 | 22 | 6  | 1 | 15 | 73  | 119 | -46  |
|  | 11.  | CGC Viareggio    | 3  | 22 | 1  | 1 | 20 | 69  | 271 | -202 |
|  | 12.  | Lodi             | 1  | 22 | 0  | 1 | 21 | 54  | 255 | -201 |

Legenda:
  Partecipa ai play-off scudetto.
  Vincitore della Coppa Italia 1995-1996.
      Campione d'Italia e ammessa alla Champions League 1996-1997.
      Ammesse alla Champions League 1996-1997'.
      Ammesse alla Coppa CERS 1996-1997.
      Retrocesse in Serie A2 1996-1997.
Note:
Due punti a vittoria, uno a pareggio, zero a sconfitta.
In caso di arrivo di due o più squadre a pari punti, la graduatoria finale è stilata secondo la classifica avulsa tra le squadre interessate che prevede, in ordine, i seguenti criteri:
- punti negli scontri diretti;
- differenza reti negli scontri diretti;
- differenza reti generale;
- reti realizzate in generale;
- sorteggio.

### Risultati
| Andata (1ª) | Andata (1ª) | Prima giornata             | Ritorno (12ª) | Ritorno (12ª) |
|             |             |                            |               |               |
| 4 nov.      | 4-1         | Amatori Lodi-Bassano       | 6-2           | 10 feb.       |
| 4 nov.      | 6-3         | Amatori Vercelli-Follonica | 12-1          | 10 feb.       |
| 4 nov.      | 5-3         | Novara-Prato Primavera     | 1-0           | 10 feb.       |
| 4 nov.      | 33-3        | Roller Monza-CGC Viareggio | 15-1          | 10 feb.       |
| 4 nov.      | 8-1         | Sandrigo-Lodi              | 5-4           | 10 feb.       |
| 4 nov.      | 4-4         | Roller Salerno-Breganze    | 6-3           | 10 feb.       |

| Andata (2ª) | Andata (2ª) | Seconda giornata               | Ritorno (13ª) | Ritorno (13ª) |
|             |             |                                |               |               |
| 11 nov.     | 8-5         | Bassano-Sandrigo               | 2-2           | 17 feb.       |
| 11 nov.     | 1-3         | Breganze-Amatori Lodi          | 1-8           | 17 feb.       |
| 11 nov.     | 5-19        | CGC Viareggio-Amatori Vercelli | 1-20          | 17 feb.       |
| 11 nov.     | 2-4         | Follonica-Roller Monza         | 3-12          | 17 feb.       |
| 11 nov.     | 1-20        | Lodi-Novara                    | 0-25          | 17 feb.       |
| 11 nov.     | 1-1         | Prato Primavera-Roller Salerno | 2-5           | 17 feb.       |

| Andata (3ª) | Andata (3ª) | Terza giornata                | Ritorno (14ª) | Ritorno (14ª) |
|             |             |                               |               |               |
| 18 nov.     | 1-4         | Amatori Vercelli-Roller Monza | 2-6           | 24 feb.       |
| 18 nov.     | 4-7         | Lodi-CGC Viareggio            | 4-4           | 24 feb.       |
| 18 nov.     | 10-2        | Novara-Breganze               | 7-4           | 24 feb.       |
| 18 nov.     | 4-5         | Prato Primavera-Amatori Lodi  | 5-3           | 24 feb.       |
| 18 nov.     | 1-1         | Roller Salerno-Bassano        | 5-2           | 24 feb.       |
| 18 nov.     | 6-1         | Sandrigo-Follonica            | 3-5           | 24 feb.       |

| Andata (4ª) | Andata (4ª) | Quarta giornata              | Ritorno (15ª) | Ritorno (15ª) |
|             |             |                              |               |               |
| 25 nov.     | 11-2        | Amatori Lodi-Sandrigo        | 2-1           | 2 mar.        |
| 25 nov.     | 6-3         | Bassano-Lodi                 | 3-2           | 2 mar.        |
| 25 nov.     | 1-3         | Breganze-Amatori Vercelli    | 2-7           | 2 mar.        |
| 25 nov.     | 4-21        | CGC Viareggio-Novara         | 4-39          | 2 mar.        |
| 25 nov.     | 5-2         | Roller Monza-Prato Primavera | 3-1           | 2 mar.        |
| 25 nov.     | 1-0         | Roller Salerno-Follonica     | 7-2           | 2 mar.        |

| Andata (5ª) | Andata (5ª) | Quinta giornata               | Ritorno (16ª) | Ritorno (16ª) |
|             |             |                               |               |               |
| 2 dic.      | 1-6         | Amatori Vercelli-Amatori Lodi | 2-2           | 9 mar.        |
| 2 dic.      | 4-8         | Follonica-Breganze            | 2-3           | 16 mar.       |
| 2 dic.      | 5-8         | Lodi-Roller Salerno           | 1-10          | 9 mar.        |
| 2 dic.      | 10-0        | Prato Primavera-CGC Viareggio | 7-2           | 9 mar.        |
| 2 dic.      | 7-1         | Roller Monza-Bassano          | 13-3          | 9 mar.        |
| 2 dic.      | 3-13        | Sandrigo-Novara               | 0-19          | 9 mar.        |

| Andata (6ª) | Andata (6ª) | Sesta giornata            | Ritorno (17ª) | Ritorno (17ª) |
|             |             |                           |               |               |
| 9 dic.      | 5-3         | Amatori Lodi-Roller Monza | 2-3           | 12 mar.       |
| 9 dic.      | 7-1         | Breganze-Lodi             | 12-6          | 16 mar.       |
| 9 dic.      | 3-10        | CGC Viareggio-Follonica   | 3-7           | 16 mar.       |
| 9 dic.      | 5-7         | Novara-Amatori Vercelli   | 5-3           | 16 mar.       |
| 9 dic.      | 6-1         | Prato Primavera-Bassano   | 6-2           | 16 mar.       |
| 9 dic.      | 7-10        | Roller Salerno-Sandrigo   | 2-1           | 16 mar.       |

| Andata (7ª) | Andata (7ª) | Settima giornata                 | Ritorno (18ª) | Ritorno (18ª) |
|             |             |                                  |               |               |
| 16 dic.     | 4-1         | Amatori Vercelli-Prato Primavera | 2-2           | 23 mar.       |
| 16 dic.     | 7-4         | Bassano-CGC Viareggio            | 11-7          | 23 mar.       |
| 16 dic.     | 3-2         | Sandrigo-Breganze                | 5-5           | 23 mar.       |
| 19 dic.     | 2-0         | Amatori Lodi-Roller Salerno      | 2-2           | 23 mar.       |
| 19 dic.     | 0-7         | Follonica-Novara                 | 3-14          | 23 mar.       |
| 19 dic.     | 14-5        | Roller Monza-Lodi                | 21-3          | 23 mar.       |

| Andata (8ª) | Andata (8ª) | Ottava giornata                 | Ritorno (19ª) | Ritorno (19ª) |
|             |             |                                 |               |               |
| 13 gen.     | 3-6         | Novara-Roller Monza             | 4-6           | 26 mar.       |
| 13 gen.     | 3-2         | Breganze-Bassano                | 1-1           | 30 mar.       |
| 13 gen.     | 3-3         | Follonica-Amatori Lodi          | 5-9           | 30 mar.       |
| 13 gen.     | 2-10        | Lodi-Prato Primavera            | 0-7           | 30 mar.       |
| 13 gen.     | 6-3         | Roller Salerno-Amatori Vercelli | 1-6           | 30 mar.       |
| 13 gen.     | 9-5         | Sandrigo-CGC Viareggio          | 9-5           | 30 mar.       |

| Andata (9ª) | Andata (9ª) | Nona giornata               | Ritorno (20ª) | Ritorno (20ª) |
|             |             |                             |               |               |
| 20 gen.     | 16-1        | Amatori Lodi-Lodi           | 13-0          | 13 apr.       |
| 20 gen.     | 4-5         | Amatori Vercelli-Sandrigo   | 9-2           | 13 apr.       |
| 20 gen.     | 3-5         | Bassano-Novara              | 3-16          | 13 apr.       |
| 20 gen.     | 1-3         | CGC Viareggio-Breganze      | 1-6           | 13 apr.       |
| 20 gen.     | 3-2         | Prato Primavera-Follonica   | 0-1           | 13 apr.       |
| 20 gen.     | 4-10        | Roller Salerno-Roller Monza | 5-6           | 13 apr.       |

| Andata (10ª) | Andata (10ª) | Decima giornata              | Ritorno (21ª) | Ritorno (21ª) |
|              |              |                              |               |               |
| 27 gen.      | 1-3          | Breganze-Prato Primavera     | 3-1           | 20 apr.       |
| 27 gen.      | 2-4          | CGC Viareggio-Roller Salerno | 2-8           | 20 apr.       |
| 27 gen.      | 2-4          | Follonica-Bassano            | 1-6           | 20 apr.       |
| 27 gen.      | 4-23         | Lodi-Amatori Vercelli        | 2-20          | 20 apr.       |
| 27 gen.      | 1-1          | Novara-Amatori Lodi          | 3-3           | 20 apr.       |
| 27 gen.      | 13-2         | Roller Monza-Sandrigo        | 5-0           | 20 apr.       |

| \| Andata (11ª) \| Andata (11ª) \| Undicesima giornata \| Ritorno (22ª) \| Ritorno (22ª) \| \| \| \| \| \| \| \| 3 feb. \| 18-1 \| Amatori Lodi-CGC Viareggio \| 7-4 \| 27 apr. \| \| 3 feb. \| 7-2 \| Amatori Vercelli-Bassano \| 9-4 \| 27 apr. \| \| 3 feb. \| 7-2 \| Follonica-Lodi \| 9-3 \| 27 apr. \| \| 3 feb. \| 6-3 \| Novara-Roller Salerno \| 4-3 \| 27 apr. \| \| 3 feb. \| 12-3 \| Roller Monza-Breganze \| 3-3 \| 27 apr. \| \| 3 feb. \| 1-5 \| Sandrigo-Prato Primavera \| 3-7 \| 27 apr. \| |              |                            |               |               |
| Andata (11ª) | Andata (11ª) | Undicesima giornata        | Ritorno (22ª) | Ritorno (22ª) |
| |              |                            |               |               |
| 3 feb. | 18-1         | Amatori Lodi-CGC Viareggio | 7-4           | 27 apr.       |
| 3 feb. | 7-2          | Amatori Vercelli-Bassano   | 9-4           | 27 apr.       |
| 3 feb. | 7-2          | Follonica-Lodi             | 9-3           | 27 apr.       |
| 3 feb. | 6-3          | Novara-Roller Salerno      | 4-3           | 27 apr.       |
| 3 feb. | 12-3         | Roller Monza-Breganze      | 3-3           | 27 apr.       |
| 3 feb. | 1-5          | Sandrigo-Prato Primavera   | 3-7           | 27 apr.       |

## Play-off scudetto

### Tabellone
|  | Quarti di finale | Quarti di finale | Quarti di finale | Quarti di finale | Quarti di finale |   |              | Semifinali       | Semifinali | Semifinali | Semifinali | Semifinali | Semifinali | Semifinali |  |  | Finale | Finale       | Finale | Finale | Finale | Finale | Finale |
|  |                  |                  |                  |                  |                  |   |              |                  |            |            |            |            |            |            |  |  |        |              |        |        |        |        |        |
|  | 1                | Roller Monza     | 14               | 13               |                  |   |              |                  |            |            |            |            |            |            |  |  |        |              |        |        |        |        |        |
|  | 2A2              | Seregno          | 2                | 6                |                  |   |              |                  |            |            |            |            |            |            |  |  |        |              |        |        |        |        |        |
|  | 2A2              | Seregno          | 2                | 6                |                  | 1 | Roller Monza | 9                | 6          | 2          | 4          |            |            |            |  |  |        |              |        |        |        |        |        |
|  |                  |                  |                  |                  |                  | 1 | Roller Monza | 9                | 6          | 2          | 4          |            |            |            |  |  |        |              |        |        |        |        |        |
|  |                  | 4                | Amatori Vercelli | 5                | 3                | 3 | 1            |                  |            |            |            |            |            |            |  |  |        |              |        |        |        |        |        |
|  | 4                | 4                | Amatori Vercelli | 5                | 3                | 3 | 1            | Amatori Vercelli | 2          | 2          | 4          |            |            |            |  |  |        |              |        |        |        |        |        |
|  | 4                |                  |                  |                  |                  |   |              | Amatori Vercelli | 2          | 2          | 4          |            |            |            |  |  |        |              |        |        |        |        |        |
|  | 5                | Roller Salerno   | 1                | 3                | 3                |   |              |                  |            |            |            |            |            |            |  |  |        |              |        |        |        |        |        |
|  |                  |                  |                  |                  |                  |   |              |                  |            |            |            |            |            |            |  |  | 1      | Roller Monza | 1      | 4      | 1      | 4      | 4      |
|  |                  |                  | 2                | Novara           | 4                | 3 | 2            | 3                | 2          |            |            |            |            |            |  |  |        |              |        |        |        |        |        |
|  | 2                | Novara           | 13               | 7                |                  |   |              |                  |            |            |            |            |            |            |  |  |        |              |        |        |        |        |        |
|  | 1A2              | Trissino         | 3                | 4                |                  |   |              |                  |            |            |            |            |            |            |  |  |        |              |        |        |        |        |        |
|  | 1A2              | Trissino         | 3                | 4                |                  | 2 | Novara       | 6                | 5          | 8          |            |            |            |            |  |  |        |              |        |        |        |        |        |
|  |                  |                  |                  |                  |                  | 2 | Novara       | 6                | 5          | 8          |            |            |            |            |  |  |        |              |        |        |        |        |        |
|  |                  | 3                | Amatori Lodi     | 2                | 4                | 5 |              |                  |            |            |            |            |            |            |  |  |        |              |        |        |        |        |        |
|  | 3                | 3                | Amatori Lodi     | 2                | 4                | 5 | Amatori Lodi | 11               | 4          |            |            |            |            |            |  |  |        |              |        |        |        |        |        |
|  | 3                |                  |                  |                  |                  |   | Amatori Lodi | 11               | 4          |            |            |            |            |            |  |  |        |              |        |        |        |        |        |
|  | 6                | Prato Primavera  | 2                | 1                |                  |   |              |                  |            |            |            |            |            |            |  |  |        |              |        |        |        |        |        |

### Quarti di finale
(1) Roller Monza vs. (2A2) Seregno
| Sesto San Giovanni 4 maggio 1996 Gara-1 | Roller Monza | 14 – 2 | Seregno | PalaSesto |

| Seregno 5 maggio 1996 Gara-2 | Seregno | 6 – 13 | Roller Monza | PalaPorada |

(4) Amatori Vercelli vs. (5) Roller Salerno
| Vercelli 4 maggio 1996 Gara-1 | Amatori Vercelli | 2 – 1 | Roller Salerno | PalaPregnolato |

| Salerno 5 maggio 1996 Gara-2 | Roller Salerno | 3 – 2 | Amatori Vercelli | PalaTulimieri |

| Vercelli 7 maggio 1996 Gara-3 | Amatori Vercelli | 4 – 3 | Roller Salerno | PalaPregnolato |

(2) Novara vs. (1A2) Trissino
| Novara 4 maggio 1996 Gara-1 | Novara | 13 – 3 | Trissino | Palasport Dal Lago |

| Trissino 5 maggio 1996 Gara-2 | Trissino | 4 – 7 | Novara | PalaDante |

(3) Amatori Lodi vs. (6) Prato Primavera
| Lodi 4 maggio 1996 Gara-1 | Amatori Lodi | 11 – 2 | Prato Primavera | PalaCastellotti |

| Prato 5 maggio 1996 Gara-2 | Prato Primavera | 1 – 4 | Amatori Lodi | PalaRogai |

### Semifinali
(1) Roller Monza vs. (4) Amatori Vercelli
| Sesto San Giovanni 20 maggio 1996 Gara-1 | Roller Monza | 9 – 5 | Amatori Vercelli | PalaSesto |

| Vercelli 25 maggio 1996 Gara-2 | Amatori Vercelli | 3 – 6 | Roller Monza | PalaPregnolato |

| Sesto San Giovanni 27 maggio 1996 Gara-3 | Roller Monza | 2 – 3 | Amatori Vercelli | PalaSesto |

| Vercelli 1º giugno 1996 Gara-2 | Amatori Vercelli | 1 – 4 | Roller Monza | PalaPregnolato |

(2) Novara vs. (3) Amatori Lodi
| Novara 14 maggio 1996 Gara-1 | Novara    | 6 – 2                       | Amatori Lodi | Palasport Dal Lago |
| \| \| \| \| \| F. Amato 1'36" 29'36" A. Orlandi 22'01" 30'49" 37'21" E. Bernardini 28'15" \| Marcatori \| 13'41" 36'39" A. Bertolucci \| |           |                             |              |                    |
| |           |                             |              |                    |
| F. Amato 1'36" 29'36" A. Orlandi 22'01" 30'49" 37'21" E. Bernardini 28'15"                                                               | Marcatori | 13'41" 36'39" A. Bertolucci |              |                    |

| Lodi 18 maggio 1996 Gara-2 | Amatori Lodi | 4 – 5                                                      | Novara | PalaCastellotti |
| \| \| \| \| \| A. Bertolucci ?'??" R. Baffelli ?'??" \| Marcatori \| ?'??" ?'??" F. Amato ?'??" E. Bernardini ?'??" E. Mariotti \| |              |                                                            |        |                 |
| |              |                                                            |        |                 |
| A. Bertolucci ?'??" R. Baffelli ?'??"                                                                                              | Marcatori    | ?'??" ?'??" F. Amato ?'??" E. Bernardini ?'??" E. Mariotti |        |                 |

| Novara 21 maggio 1996 Gara-3 | Novara    | 8 – 5                                                                   | Amatori Lodi | Palasport Dal Lago |
| \| \| \| \| \| P. Cairo 11'48" F. Amato 26'11" 37'07" 45'02" E. Mariotti 34'49" 36'58" 38'44" E. Bernardini 44'48" \| Marcatori \| 7'53" 25'24" A. Bertolucci 13'45" 36'59" P. Bresciani 40'11" R. Crudeli \| |           |                                                                         |              |                    |
| |           |                                                                         |              |                    |
| P. Cairo 11'48" F. Amato 26'11" 37'07" 45'02" E. Mariotti 34'49" 36'58" 38'44" E. Bernardini 44'48" | Marcatori | 7'53" 25'24" A. Bertolucci 13'45" 36'59" P. Bresciani 40'11" R. Crudeli |              |                    |

### Finale
(1) Roller Monza vs. (2) Novara
| Sesto San Giovanni 8 giugno 1996 Gara-1 | Roller Monza | 1 – 4 | Novara | PalaSesto |

| Novara 11 giugno 1996 Gara-2 | Novara | 3 – 4 | Roller Monza | Palasport Dal Lago |

| Sesto San Giovanni 15 giugno 1996 Gara-3 | Roller Monza | 1 – 2 | Novara | PalaSesto |

| Novara 22 giugno 1996 Gara-4 | Novara | 3 – 4 | Roller Monza | Palasport Dal Lago |

| Sesto San Giovanni 29 giugno 1996 Gara-5 | Roller Monza | 4 – 2 | Novara | PalaSesto |

## Verdetti
| Verdetto                    | Club                                   |
| --------------------------- | -------------------------------------- |
| Campione d'Italia 1995-1996 | Roller Monza                           |
| Champions League 1996-1997  | Novara Amatori Vercelli Roller Salerno |
| Coppa CERS 1996-1997        | Prato Primavera Bassano                |
| Retrocesse in Serie A2      | CGC Viareggio Lodi                     |

## Statistiche del torneo

### Record squadre
- Maggior numero di vittorie: Roller Monza (20)
- Minor numero di vittorie: Lodi (0)
- Maggior numero di pareggi: Amatori Lodi (5)
- Minor numero di pareggi: Roller Monza, Follonica, CGC Viareggio e Lodi (1)
- Maggior numero di sconfitte: Lodi (21)
- Minor numero di sconfitte: Roller Monza (1)
- Miglior attacco: Novara (233 reti realizzate)
- Peggior attacco: Lodi (54 reti realizzate)
- Miglior difesa: Prato Primavera (52 reti subite)
- Peggior difesa: CGC Viareggio (271 reti subite)
- Miglior differenza reti: Novara (+169)
- Peggior differenza reti: CGC Viareggio (-202)